# Nuocyt
Een nuocyt is een cel van het aangeboren immuunsysteem die een belangrijke rol speelt bij immuunreacties van type 2 die worden geïnduceerd als reactie op infectie met pasitaire wormen of bij aandoeningen zoals astma en atopische ziekte. Nuocyten behoren tot de eerste cellen die worden geactiveerd bij immuunreacties van type 2 en worden verondersteld een belangrijke rol te spelen bij het activeren en rekruteren van andere celtypen door hun productie van type 2 cytokinen interleukine 4, 5 en 13. Er is waargenomen dat nuocyten in vitro prolifereren in aanwezigheid van interleukine 7 (IL-7).   Nuocyten dragen bij aan de uitdrijving van pasitaire wormen en aan de pathologie van colitis en allergische luchtwegaandoeningen.
De nuocyt werd tegelijkertijd geïdentificeerd met verschillende andere immuuncellen die een vergelijkbare rol spelen bij immuniteit van type 2. Deze omvatten NK-cellen, aangeboren Th2-cellen en multipotente voorlopercellen type 2.  De exacte relatie tussen deze celtypen blijft omstreden, maar ze delen allemaal een type-2-inducerend fenotype. Multipotente voorlopercellen type 2-cellen lijken te verschillen van de andere populaties doordat ze een beenmerg, in plaats van een lymfoblast, oorsprong hebben.
Er is aangetoond dat nuocyten een lymfoblastische oorsprong hebben en een ontwikkelingspad dat afhankelijk is van de transcriptiefactor RORα en Notch-signalering. Pro-T-celvoorlopercellen behouden het ontwikkelingspotentieel van nuocyten, maar in tegenstelling tot T-cellen is de thymus overbodig voor hun ontwikkeling.